# 维莱波勒
维莱波勒（法語：Villers-Pol，法語發音：[vilɛʁ pɔl]）是法国上法兰西大区北部省的一个市镇，位于该省东部，属于埃尔普河畔阿韦讷区。

## 地理
维莱波勒（50°17'6"N, 3°36'58"E）面积12.17 平方千米，位于法国上法蘭西大區北部省，该省份为法国最北部的省份及最长的省份，西北濒北海，西接加来海峡省，南至埃纳省和索姆省，东与比利时接壤。
与维莱波勒接壤的市镇（或旧市镇、城区）包括：屈尔日、弗拉努瓦、让兰、马雷什、奥尔桑瓦勒、普雷佐、勒凯努瓦、吕埃讷、塞普姆里。

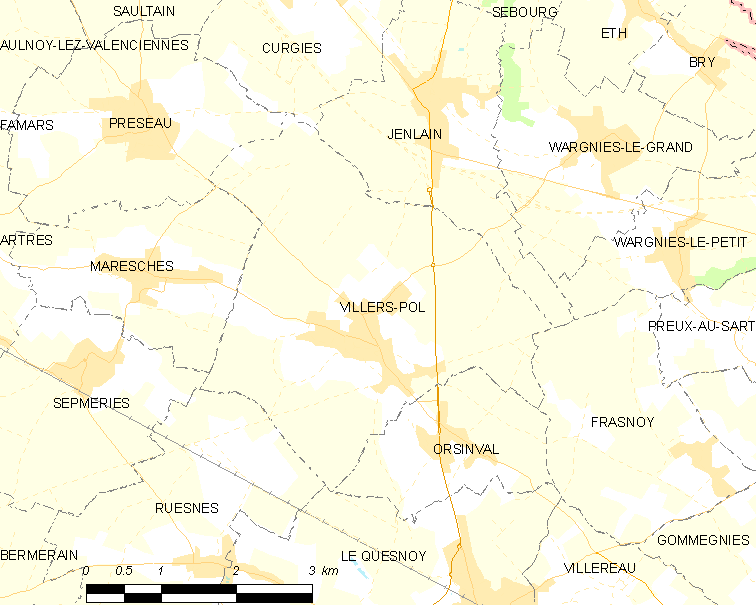
维莱波勒的OSM定位图

维莱波勒的时区为UTC+01:00、UTC+02:00（夏令时）。

## 行政
维莱波勒的邮政编码为59530，INSEE市镇编码为59626。

## 政治
维莱波勒所属的省级选区为埃尔普河畔阿韦讷县。

## 人口

1962-2008年间维莱波勒人口变化图示

维莱波勒于2022年1月1日时的人口数量为1230人。